# SC Schiltigheim
Câu lạc bộ thể thao de Schiltigheim là một câu lạc bộ bóng đá Pháp đến từ Schiltigheim, Alsace. Đội chơi tại Stade de l'Aar ở Schiltigheim, có sức chứa 2.500.
Câu lạc bộ được thành lập vào ngày 1 tháng 3 năm 1914 với tên Sports-Abteilung des Evangelischen Jugendbundes Schiltigheim, một câu lạc bộ thanh thiếu niên có nơi đóng quân tại nhà thờ Đức trong thời kỳ Elsass ở Đế quốc Đức. Họ đã đặt tên là Fussball-Klub Schiltigheim vào năm 1915. Sau khi Thế chiến I kết thúc và sự trở lại của Alsace cho Pháp, câu lạc bộ được đổi tên thành Câu lạc bộ thể thao de Schiltigheim vào năm 1919.

## Lịch sử

### Giữa Pháp và Đức
Trong thời kỳ giữa chiến tranh, SC là một đội bóng địa phương đã giành được chức vô địch của Giải vô địch Alsace năm 1937, cũng như một danh hiệu cúp khu vực và một danh hiệu vô địch cấp cơ sở vào giữa những năm 1930. Sự trỗi dậy của câu lạc bộ đã bị gián đoạn khi Alsace nằm dưới sự kiểm soát của Đức sau cuộc xâm lược của Đức Quốc xã vào đầu Thế chiến II. Giống như nhiều câu lạc bộ khác trong các lãnh thổ bị chiếm đóng, đội Schiltigheim đã trở thành một phần của cuộc thi bóng đá Đức và chơi bốn mùa (1940-44) với tư cách là Câu lạc bộ thể thao Schiltigheim trong cái ban đầu được gọi là Gauliga Unterelass (I) - sau đó là Gauliga Elsass - một trong những giải đấu khu vực hàng đầu. Đội đã giành được kết quả ở vị trí thứ hai tại đó vào năm 1940, trước khi trượt xuống để trở thành một đội thấp hơn. SC trở lại thi đấu của Pháp sau khi Alsace trở lại Pháp vào năm 1945.

### Thi đấu sau chiến tranh
Sau chiến tranh, SC là một phần của Division d'Honneur Alsace cho đến khi một danh hiệu giành được đã đưa họ lên chơi Division 4. Một danh hiệu khác vào năm 1993 đã đưa câu lạc bộ đến với giải đấu nghiệp dư cấp 2 Championnat de France, nơi họ đã trải qua bốn mùa giải cho đến khi bị xuống  hạng năm 1997. Schiltigheim giành chiến thắng trước Championnat de France Amateur bảng B (IV) sau chức vô địch ở Championnat de France Amateur 2 bảng C (V) vào năm 2003. Sau đó, đội đã phải vật lộn, mất tích trong năm 2006 trước khi bị giáng chức liên tiếp trong hai mùa giải sau. SC kết thúc ở vị trí thứ hai trong Division d'Honneur Alsace (VI) năm 2009.
Vào năm 2010, câu lạc bộ đã là nhà vô địch của Division d'Honneur Alsace và được thăng hạng lên CFA 2. Đội đã chơi ở cấp độ đó kể từ đó.